# Chaïne Staelens
Chaïne Staelens (Kortrijk, 7 novembre 1980) è un'ex pallavolista olandese.
Giocava nel ruolo di schiacciatrice.

## Vita privata
Fa parte di una famiglia di pallavolisti: è figlia dell'ex pallavolista ed allenatore Jean-Pierre Staelens, ex membro della nazionale belga, ed è la sorella maggiore della pallavolista Kim Staelens.

## Palmarès

### Nazionale (competizioni minori)
- Piemonte Woman Cup 2010

### Premi individuali
- 2009 - Montreux Volley Masters: Miglior servizio